# Hòa Thành, Tây Ninh
Hòa Thành là một phường thuộc tỉnh Tây Ninh, Việt Nam.

## Địa lý
Phường Hòa Thành có vị trí địa lý:

96 đơn vị hành chính cấp xã của tỉnh Tây Ninh năm 2025

- Phía đông giáp với phường Long Hoa.
- Phía tây và phía bắc giáp phường Thanh Điền.
- Phía nam giáp phường xã Long Chữ.

Phường Hòa Thành có diện tích tự nhiên là 20,42 km², quy mô dân số năm 2025 là 40.968 người.

## Lịch sử
Trong đợt cải cách hành chính Việt Nam năm 2025, theo Nghị quyết số 1682/NQ–UBTVQH15, toàn bộ diện tích và quy mô dân số của phường Long Thành Trung và xã Long Thành Nam thuộc thị xã Hòa Thành cũ được đổi tên và thành lập phường Hòa Thành mới.